# Sy Bartlett
Pour les articles homonymes, voir Bartlett.
Sidney « Sy » Bartlett, né le 10 juillet 1900 et mort le 29 mai 1978, est un auteur, scénariste et producteur de films hollywoodiens américain d'origine ukrainienne.

## Biographie
Sy Bartlett est né Sacha Baraniev (en ukrainien : Саша Баранєв (Sasha Baraniev)) le 10 juillet 1900, dans la ville portuaire de Mykolaïv (alors dans l'Empire russe, aujourd'hui en Ukraine), sur la mer Noire. Ses parents émigrent aux États-Unis en 1904 et s'installent à Chicago. Sy Bartlett fréquente l'Université Northwestern et suit une formation à la Medill School of Journalism.
Sy Bartlett aimait être un mondain hollywoodien dans les années 1930 et est bien connu pour les barbecues dominicaux qu'il organisait fréquemment. Il a parfois été associé à des scandales par les tabloïds.
Il se marie trois fois, à chaque fois avec des actrices hollywoodiennes, Alice White, Ellen Drew et Patricia Owens. D'origine juive, Bartlett était fortement anti-nazi, frappant un jour un employé du consulat allemand au visage lors d'une dispute dans une boîte de nuit.

## Filmographie (scénariste)
- 1933 : The Big Brain (en)
- 1934 : Kansas City Princess
- 1935 : Going Highbrow
- 1936 : Boulder Dam (en)
- 1936 : Under Your Spell d'Otto Preminger
- 1936 : The Murder of Dr. Harrigan (en)
- 1937 : The Man Who Cried Wolf (en)
- 1937 : Danger Patrol (en)
- 1938 : Noix-de-Coco Bar (Cocoanut Grove)
- 1938 : Sergeant Murphy (en)
- 1939 : L'Étonnant M. Williams (The Amazing Mr. Williams)
- 1940 : Sandy Gets Her Man (en)
- 1941 : En route vers Zanzibar (Road to Zanzibar)
- 1942 : Two Yanks in Trinidad (en)
- 1942 : Bullet Scars (en)
- 1944 : La Princesse et le Pirate (The Princess and the Pirate)
- 1947 : 13, rue Madeleine (13 Rue Madeleine)
- 1949 : Les Marins de l'Orgueilleux (Down to the Sea in Ships)
- 1949 : Un homme de fer (Twelve O'Clock High)
- 1953 : Les Bérets rouges (The Red Beret)
- 1955 : La Princesse d'Eboli (That Lady, également producteur)
- 1955 : Quand le clairon sonnera (The Last Command)
- 1957 : Suspicion (série télévisée, épisode : Doomsday)
- 1958 : Les Grands Espaces (The Big Country)
- 1959 : La Gloire et la Peur (Pork Chop Hill, uniquement producteur)
- 1959 : Un matin comme les autres (Beloved Infidel)
- 1961 : Le Héros d'Iwo-Jima (The Outsider, également producteur)
- 1962 : Les Nerfs à vif (Cape Fear, également producteur)
- 1963 : Le Téléphone rouge (A Gathering of Eagles, également producteur)
- 1968 : En pays ennemi (In Enemy Country)
- 1969 : Che ! (également producteur)